# Anders Larson
Anders Larson, född 1958 i Borås, var en svensk roddare.
Larson tävlade för Öresjö SS Roddsektionen. Han tävlade i OS 1980, 1984 och 1988 och i VM. Höjdpunkten i karriären var att tillsammans med klubbkamraterna Anders Wilgotson, Lars-Åke Lindqvist och Hans Svensson (tävlande för Falkenbergs Roddklubb), kom att stå på tredje plats i VM 1983 i klassen fyra utan styrman. I olympiska sommarspelen i Moskva 1980 tillsammans med Anders Wilgotson i klassen tvåa utan styrman Herrar 2 000 m, slutade det på en sjätteplats. Larson arbetade som räddningsdykare och brandman vid Södra Älvsborgs Räddningstjänstförbund fram till 2018 då Anders gick i pension.
| Årtal | Event | Klass             | Placering |
| ----- | ----- | ----------------- | --------- |
| 1980  | OS    | Tvåa utan styrman | 6:a       |
| 1983  | VM    | Fyra utan styrman | 3:a       |
| 1984  | OS    | Fyra utan styrman | 6:a       |
| 1988  | OS    | Fyra utan styrman | 10:a      |

1. ↑  SOK - Anders Larson Arkiverad 19 september 2012 hämtat från the Wayback Machine.